# Marianne Wedhe
Pauline Marie Elizabeth Wedhe dite Marianne Wedhe, Marianne Wehde, Marianne Wedde ou simplement Marianne, née le 31 janvier 1866 à Benkendorf et peut-être morte en décembre 1884 à Berlin, est une géante et actrice allemande. 
Elle fut exhibée pour sa grande stature en Europe à la fin du XIXe siècle.

## Biographie
Elle commence à être exposée comme une curiosité pour sa grande taille de 2,18 m, à l'âge de 16 ans, en Angleterre puis en France et en Irlande. En 1882, elle est présentée comme la fiancée de Josef Drásal (en), un géant tchèque de 2,29 m de haut, mais ces fiançailles restent spéculatives. La même année, elle joue le rôle de The Giant Queen of the Amazon dans la pièce de théâtre Babel and Bijou à l'Alhambra Theatre de Londres. 
Elle serait morte en décembre 1884 à Berlin et mesurait alors 2,53 m mais sa mort reste discutée. Elle était en tout cas encore vivante durant l'été 1883 et était alors à Munich. 